# 皮里烏亞山
10°41′24″S 77°07′00″W / 10.69000°S 77.11667°W
皮里烏亞山（Phiri Uya），是秘魯的山峰，位於該國中南部利馬大區，由瓦烏拉省的安巴爾區負責管轄，屬於安地斯山脈的一部分，海拔高度5,015米。